# Scatopse obscura
Scatopse obscura är en tvåvingeart som först beskrevs av Walker 1848.  Scatopse obscura ingår i släktet Scatopse och familjen dyngmyggor.
Artens utbredningsområde är Ontario. Inga underarter finns listade i Catalogue of Life.